# Liotryphon caudatus
Liotryphon caudatus là một loài tò vò trong họ Ichneumonidae.